# Wiris
Wiris (Minas Gerais, Brasil; 4 de julio de 2000 – Paracatu, Brasil; 19 de noviembre de 2023) fue un futbolista brasileño que jugó en la posición de centrocampista.

## Equipos
| Periodo   | Club              | Apariciones | Goles |
| --------- | ----------------- | ----------- | ----- |
| 2019-2020 | Lokomotiv Plovdiv | 12          | 1     |
| 2021-2022 | Fluminense FC     | 0           | 0     |
| 2023      | AE Paracatu       | 4           | 0     |

## Muerte
Wiris murió en un accidente de tráfico en Paracatu, Minas Gerais el 19 de noviembre de 2023 a los 23 años.

## Logros
- Copa de Bulgaria (1): 2018-19